# イタリア信託統治領ソマリア

イタリア信託統治領ソマリア
Amministrazione fiduciaria italiana della Somalia（イタリア語）
Dhulka Soomaaliyeed oo hoos yimaada Maamulka Talyaaniga（ソマリ語）
إقليم صوماليلاند تحت الوصاية للإدارة الإيطالية
（アラビア語）

ソマリア信託統治領の位置

イタリア信託統治領ソマリア（イタリアしんたくとうちりょうソマリア、イタリア語: Amministrazione fiduciaria italiana della Somalia）は、1950年から1960年にかけて存在した東アフリカの領域である。かつてのイタリア領ソマリランドと同等の領域であり、第二次世界大戦の敗戦により分割されたイタリア領東アフリカの一部に相当する地域である。

## 概要
1947年にイタリアとの平和条約が調印され、イタリアはイタリア領ソマリランドを含むアフリカの全植民地からの撤退を余儀なくされた。だが連合国の間でこの地域の処遇について合意がなされず、1949年11月、問題は国連総会にかけられ、旧イタリア領ソマリランドを国際連合の信託統治下に置く計画が採択された。
この計画は、イタリアが10年間の期限付きでこの地域（イギリス統治領となったエチオピア地域を除く）を支配下に置くことを認め、その間にソマリ族の政治的指導者の育成など、独立への準備を進めさせるというものである。1950年4月1日をもって、イタリアがイギリス軍政から統治権を委譲され、イタリア信託統治領ソマリアが成立した。
独立を翌年に控えた1959年、議会選挙が行われ、民族主義組織ソマリ青年同盟が勝利、同じソマリ族の地域であるイギリス領ソマリランドとの統合を主張した。イギリス領ソマリランドの民族主義者がこれに呼応しソマリランド民族連盟を結成。両組織がそれぞれの地域の最大勢力になったことで、両地域の統合が事実上決定した。1960年6月26日、まずイギリス領ソマリランドが独立。次いで同年7月1日にイタリア信託統治領ソマリアも独立し、両者は統合。ソマリア共和国が成立した。
1991年6月、モハメド・シアド・バーレ率いるソマリ社会主義革命党政権による北部冷遇に反発したイサック氏族中心のソマリ国民運動が、旧イギリス領ソマリランド地域を分離しソマリランド共和国の独立を宣言。現在に至るまで、ソマリアは事実上南北に分断された状況にある。